# 周防丸
周防丸（すおうまる）は、日本国有鉄道（国鉄）鉄道連絡船の大島連絡船の船舶である。周防丸の名称は、周防国（現・山口県の一部）に由来する。
大島航路で最初のカーフェリーである。

## 概略
1961年（昭和36年）に大島航路に大島丸が就航する。大島丸は、自動車（5t）を1台積載可能であったが、年々増加する自動車航送の需要には応えられない状態であり、早くからカーフェリーを運航していた民間の船会社に対抗する必要があった。大島航路には、島内を走行する国鉄バスの車両交換を目的として、自動車航送用の船舶が配置されていたが、船室は無く、乗客輸送は困難であった。そのため、多くの自動車を積載する船舶が求められた。
1964年（昭和39年）、大島航路に宮島連絡船みやじま丸（初代）が転属し、自動車航送設備を設置して大島丸（2代目）に改称された。これにより大島丸（初代）は仁堀航路に転属となったが、さらに新造船を就航させて輸送力の増強を図る事になった。そこで建造したのが周防丸である。
周防丸は1964年（昭和39年）6月30日に瀬戸田造船で竣工し、同年7月10日より大島航路に就航した。折から大島航路で自動車の航送需要が高まってきた事もあって、自動車（全長4m未満）6台を積載するカーフェリーとして設計された。
全長約20m、総トン数は100t未満の小型船で、自動車を積載するために船室は両舷にあり、ロングシートの座席が設置されたが、船室の幅は狭く、乗客には不評であった。また、大島瀬戸の流れが早く、周防丸では操船に苦労する事もあった。
1970年（昭和45年）3月20日、本格的なカーフェリーの大島丸（3代目）が就航すると、周防丸は予備船的な存在となったが、時折運航されていた。
1975年（昭和50年）3月1日、仁堀航路から安芸丸（初代・元の大島丸（初代））が大島航路に転属すると、周防丸は正式に終航となり、売却された。

## プロフィール（新造時）
- 総トン数：89.4t
- 全長：20.5m
- 全幅：6.5m
- 定員：300名（自動車積載時は130名）
- 自動車：1台（5t未満）
- エンジン：ディーゼルエンジン　1基　198馬力
- 航海速力：9.0kt

## その他
- 安芸丸（初代）は元大島丸（初代）である。かつて大島航路から大島丸を追い出した周防丸が、追い出した大島丸によって引退するという皮肉な結果となっている。